# Renan Barão
Renan do Nascimento Mota Pegado, mer känd som Renan Barão, född 31 januari 1987 i Natal, är en brasiliansk MMA-utövare som 2011-2020 tävlade i organisationen Ultimate Fighting Championship där han varit mästare i bantamvikt.